# 吉住小貴三郎
吉住 小貴三郎（よしずみ こきさぶろう、1941年7月12日 - ）は、長唄の唄方。本名：吉住 長三。

## 来歴
5代目吉住小三郎の三男として生まれる。幼少期から長唄の稽古を積んでいたものの、日本大学芸術学部写真学科に進学し、金丸重嶺に指導を受ける。写真家の篠山紀信は一級上の先輩。
カメラマンとしての進路も決まっていたが、家族の意向で長唄唄方としての道を歩み、長男の小三治郎、次男の花垣嘉秀、三男の小貴三郎と3兄弟揃って1960年代以降からの吉住流・研精会を支える。
のち、早稲田大学のサークル・長唄研究会にて、指導をしてきた吉住小健次に代わって長唄の指導を務めた。
2020年には重要無形文化財に長唄唄方として総合認定。